# Вектор електричної індукції
Ве́ктор електри́чної інду́кції — кількісна характеристика електричного поля у суцільному середовищі.
{\displaystyle \mathbf {D} =\mathbf {E} +4\pi \mathbf {P} },
де
{\displaystyle \mathbf {P} } — вектор поляризації.
Здебільшого позначається латинською літерою {\displaystyle \mathbf {D} }.

## Фізична суть
Слово «індукція» походить від латинського кореня, який означає наведення.
На заряд у суцільному середовищі з боку інших зарядів діють сили відмінні від сил у вакуумі. Причиною цього є поляризація середовища. Будь-який матеріал складається із електронів і йонів, які під дією зовнішнього поля зміщуються. В результаті ці наведені заряди створюють свої поля, згідно з принципом Лешательє-Брауна, реакція будь-якої системи на зовнішній влив намагається зменшити ефект цього впливу. Електричне поле, яке діє на пробний заряд з боку інших зовнішніх зарядів менше, ніж у випадку відсутності середовища.
Напруженість електричного поля, розрахована без врахування наведених зарядів і поляризації, й називається вектором електричної індукції у системі СГС. В системі ISQ вектор електричної індукції визначений із іншою розмірністю, ніж розмірність напруженості електричного поля, а тому результат розрахунку потрібно ще помножити на {\displaystyle \varepsilon _{0}} — діелектричну проникність вакууму.

## Зв'язок із електричним полем
Поляризація середовища викликана прикладеним електричним полем і залежить від його значення. Враховуючи цю залежність у формулі для вектора електричної індукції, можна знайти співвідношення між вектором електричної індукції й напруженістю електричного поля, яке називається матеріальним співвідношенням.
У лінійному наближенні (при слабких полях) поляризація пропорційна прикладеному електричному полю, й тоді можна записати
{\displaystyle \mathbf {D} =\varepsilon \mathbf {E} }.
Коефіцієнт пропорційності {\displaystyle \varepsilon } називається діелектричною сталою середовища.
У системі СІ, відповідно, {\displaystyle \varepsilon } називають відносною діелектричною сталою, а величину {\displaystyle \varepsilon \varepsilon _{0}}, де {\displaystyle \varepsilon _{0}} — так звана діелектрична проникність вакууму, абсолютною діелектричною сталою середовища.
Такий зв'язок отримав назву матеріального співвідношення. Найпростіше з матеріальних співвідношень наведене вгорі.
Загалом характер зв'язку між напруженістю електричного поля й вектором електричної індукції визначається поведінкою середовища. Цей зв'язок може бути нелокальним (тобто на значення поля в даній точці впливає поляризація сусідніх точок). Крім того, на значення поля в цей час часу може впивати ступінь поляризації середовища в попередні моменти часу (це називається запізнюванням).
У випадку слабких полів зв'язок можна вважати лінійним і для сталих полів, нехтуючи ефектами нелокальності) характеризувати
діелектричною проникністю {\displaystyle {\hat {\varepsilon }}}. Загалом діелектрична проникність — тензор, але у випадку ізотропного середовища зводиться до скаляра. Лише тоді справедлива наведена формула.

## Третє рівняння Максвелла
Для вектора електричної індукції справедливе третє рівняння Максвелла. У диференційній формі воно записується як
{\displaystyle {\text{div}}\ \mathbf {D} =4\pi \rho _{free}},
де {\displaystyle \rho _{free}} — густина вільних зарядів. (Формула записана в системі СГС).
Ця формула цілком аналогічна третьому рівнянню Максвелла для вакууму, за винятком того, що напруженість
електричного поля заміняється на вектор електричної індукції, а густину зарядів на густину вільних зарядів.

## Перше рівняння Максвелла
Вектор електричної індукції входить також у перше рівняння Максвелла, записаного для електричного й магнітного полів у середовищі.
{\displaystyle {\text{rot}}\ \mathbf {H} ={\frac {1}{c}}{\frac {\partial \mathbf {D} }{\partial t}}+{\frac {4\pi }{c}}\mathbf {j} }.
В цій формулі {\displaystyle \mathbf {H} } — це напруженість магнітного поля, {\displaystyle c} — швидкість світла, {\displaystyle \mathbf {j} } — густина струму. Рівняння записане в системі СГСГ.
Суть третього рівняння Максвелла в тому, що магнітне поле може створюватися або електричним струмом, або ж індукуватися змінним електричним полем.
У випадку полів у середовищі в перші рівняння Максвелла входить саме вектор електричної індукції, а не напруженість електричного поля, бо коливання зв'язаних зарядів враховані у струмі.

## Поведінка на розривній границі
На різкій границі розділу двох середовищ рівняння Максвелла у диференційній формі не застосовні, оскільки неможливо визначити
похідні від полів. В такому випадку записують Максвелівські граничні умови, одна з яких — неперервність нормальної складової
вектора електричної індукції.
{\displaystyle D_{n}^{(1)}=D_{n}^{(2)}}
де верхні індекси позначають різні середовища.
Тангенційні складові вектора електричної індукції на різкій границі розривні.